# Старотумбагушево
Старотумбагушево (баш. Иҫке Томбағош) — деревня в Шаранском районе Республики Башкортостан Российской Федерации. Центр Старотумбагушевского сельсовета.

## География

### Географическое положение
Расстояние до:
- районного центра (Шаран): 7 км,
- ближайшей ж/д станции (Туймазы): 43 км.

## Население
| 2002 | 2009 | 2010 |
| ---- | ---- | ---- |
| 316  | ↗339 | ↘289 |

Национальный состав
Согласно переписи 2002 года, преобладающая национальность — марийцы (90 %).